# Cineteatro Giuseppe Cavallera
Il cineteatro Giuseppe Cavallera è un edificio situato nel lungomare della città di Carloforte (provincia del Sulcis Iglesiente) ed è un monumento nazionale.  Chiamato anche "Casa del proletariato" o "U Palassiu" (in tabarchino), è costruito con pietra a vista.
Iniziato nel 1920 fu completato nel maggio 1922 ed ospitò le prime organizzazioni sindacali dei battellieri. Il 2 marzo del 1922 infatti si costituì una cooperativa con circa 1.800 soci, che elesse il consiglio di amministrazione composto da nove rappresentanti il cui presidente fu Giuseppe Cavallera. In seguito, quando tali organizzazioni sindacali persero il loro ruolo, l'edificio venne trasformato in cineteatro diventando un luogo di cultura politica, teatrale ed intrattenimento. Il cineteatro ha da sempre ospitato note compagnie di operetta e cantanti famosi. L'interno è in stile liberty. Lungo i lati si trovano le logge suddivise in tre gallerie con inferriate liberty.
Durante il carnevale carlofortino vi si svolgono le tradizionali veglie danzanti ("veglioni").Negli anni 60 in seguito al proliferare della disco music il pubblico danzante calò notevolmente per cui gli organizzatori pensarono di scritturare per ogni serata danzante dei personaggi famosi della musica leggera italiana e fu così che il teatro si riempì di nuovo all'inverosimile grazie alla presenza di cantanti come Claudio Villa, Nilla Pizzi, Little Tony, Nicola di Bari e Orietta Berti. Negli anni 70 fece alcune rappresentazioni con spettacoli di operetta la famosa compagnia di Elvio Calderoni e Aurora Banfi mentre negli anni 90 fu la volta, sempre con spettacoli di operetta della compagnia Abati di Modena.